# Amanda Levete
Amanda Levete (* 17. listopadu 1955 Bridgend) je britská architektka, zakladatelka ateliéru Amanda Levete Architects. Po 20 let byla spolumajitelkou ateliéru Future Systems společně s Janem Kaplickým, s nímž má syna Josefa Kaplického.
Před tím, než se stala partnerkou ve Future Systems, vystudovala na Architectural Association a pracovala pro Richarda Rogerse. Dnes je hostující profesorkou na Royal College of Art a patronkou v projektu Artangel. Pravidelně se též objevuje v televizi a rádiu a publikuje v magazínu Building.
Vznik Amanda Levete Architects v roce 2009 následoval po ukončení dvacetiletého partnerství s Janem Kaplickým ve studiu Future Systems. Future Systems, jedna z nejinovativnějších kanceláří své doby, postavila mimo jiné obchodní dům Selfridges v Birminghamu či Lord's Media Centre oceněný Královským institutem britských architektů Stirlingovou cenou.
Je členkou výboru Nadace architektury.

## Vybrané projekty
- 2008 – Bangkok Central Embassy
- 2007 – Spencer Dock Bridge
- 2007 – 'Around the Corner' for Established & Sons
- 2004 – Copenhagen Apartment Tower
- 2004 – Drift & Chester for Established & Sons
- 2003 – Naples Subway
- 1999 – Obchodní dům Selfridges (Birmingham)
- 1998 – Comme des Garçons Triptych
- 1994 – Lord's Media Centre
- 1992 – Hauer-King House

## Kariéra
- 1980–1981 v ateiéru Alsop & Lyall
- 1982–1984 v ateiéru YRM Architects
- 1983–1986 v ateiéru Powis & Levette
- 1984–1989 v ateiéru Richard Rogers Partnership
- 1989–2008 spolumajiteka ve Future Systems
- 2009 vlastní ateliér Amanda Levete Architects